# WWE Studios
WWE Studios Inc. (ранее известная как WWE Films) — американская киностудия, принадлежащая корпорации рестлинга WWE. Фильмы WWE Studios часто сочетают известных актёров и актрис в главных ролях с рестлерами WWE, а также объединяются с существующими производственными и дистрибьюторскими компаниями, чтобы сделать продукт дешевле для обеих сторон.

## История
До образования WWE Studios, WWF выпустила фильм 1989 года «Все захваты разрешены» с участием Халка Хогана под брендом Shane Distribution Company, предшественницы сегодняшней компании. WWE Studios выпустила фильм на DVD в 2012 году.
WWE Studios была образована в 2002 году как WWE Films, и рассматривалась как «естественное продолжение развлекательного бизнеса», который они уже показывали в еженедельных телевизионных программах Raw и SmackDown!. Джоэл Саймон был назначен президентом WWE Films, а Джед Блаугранд — вице-президентом.
WWE объявила о первых трех кинопроектах в январе 2005 года: «Приговорённые», в главной роли Стив Остин, «Морской пехотинец», в главной роли Джон Сина, и «Спокойной ночи», позже переименованный в «Не вижу зла», в главной роли Кейн. Все проекты были жанровыми фильмами, стоимость которых составила 20 миллионов долларов, а в главных ролях снялись его рестлеры.
Именно в 2008 году название было изменено на WWE Studios. 25 февраля 2008 года WWE подписала соглашение с 20th Century Fox Home Entertainment, по которому Fox получила от WWE один кинотеатральный фильм и четыре фильма в формате «сразу на DVD». Этот шаг был направлен на расширение производства сценарных телесериалов и фильмов для сетей.